# Урочище «Галочка»
Уро́чище «Га́лочка» — ботанічна пам'ятка природи місцевого значення в Україні. Розташована в межах Гадяцького району Полтавської області, на південний схід від міста Гадяч (поруч з туберкульозним санаторієм). 
Площа 115 га. Статус надано згідно з рішенням облвиконкому від 13.12.1975 року № 531 та рішення облради від 28.08.2009 року. Перебуває віданні ДП «Гадяцький лісгосп» (Вельбівське л-во, кв. 142, 143, 151, 146, вид. 5). 
Статус надано для збереження частини окультуреного у парковому стилі лісового масиву на правобережжі річки Псел. Зростають цінні дубові насадження. Вік дерев сягає 200—300 років. Виявлено 3 види рідкісних і 12 видів рідкісних тварин.
На території урочища знаходяться дитячий табір та клінічний санаторій, де вікові дуби. Тут перебувала та лікувалась видатна поетеса Леся Українка.
Входить до складу Гадяцького регіонального ландшафтного парку.

## Галерея

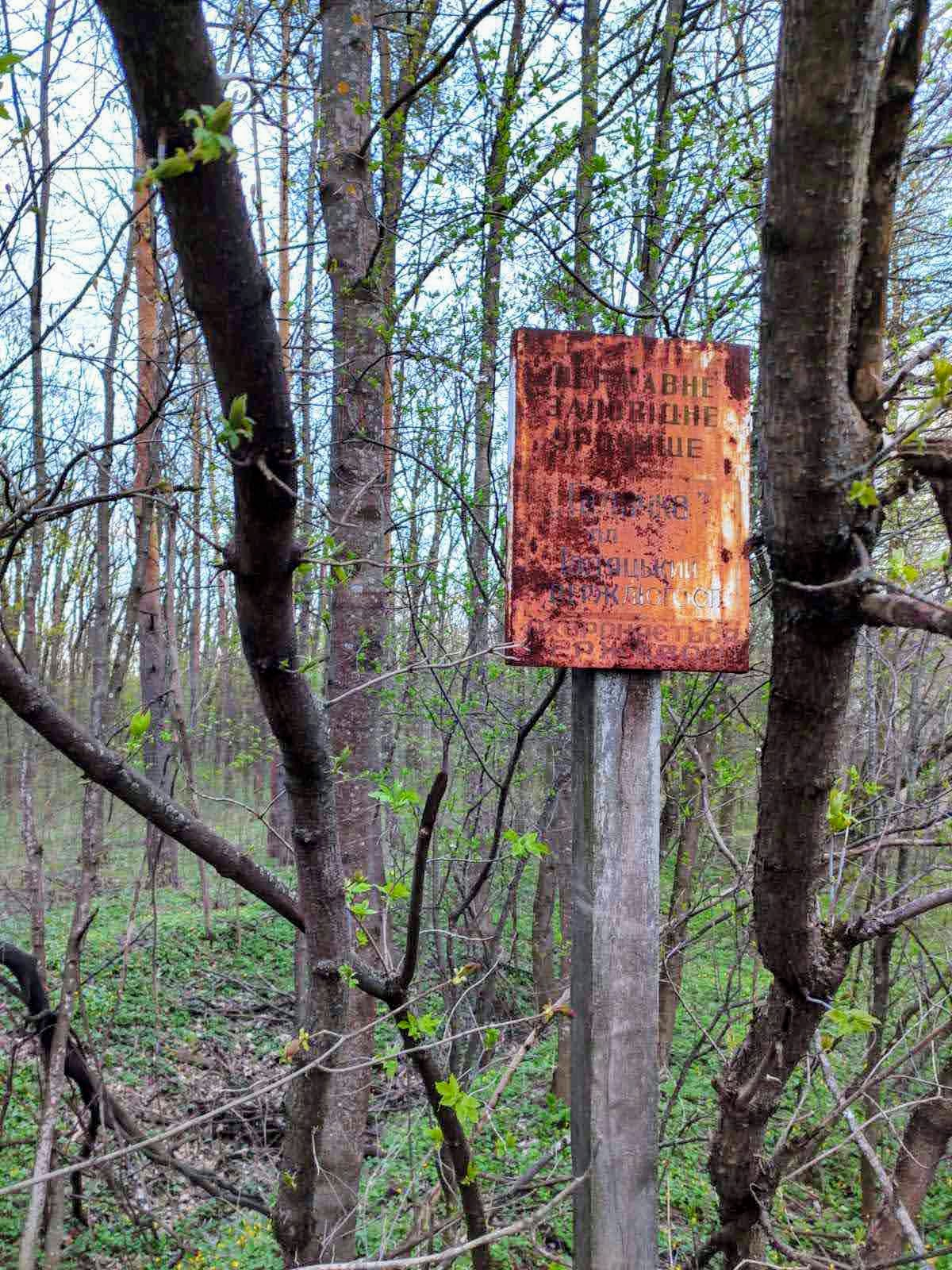
Вигляд на урочище з дороги
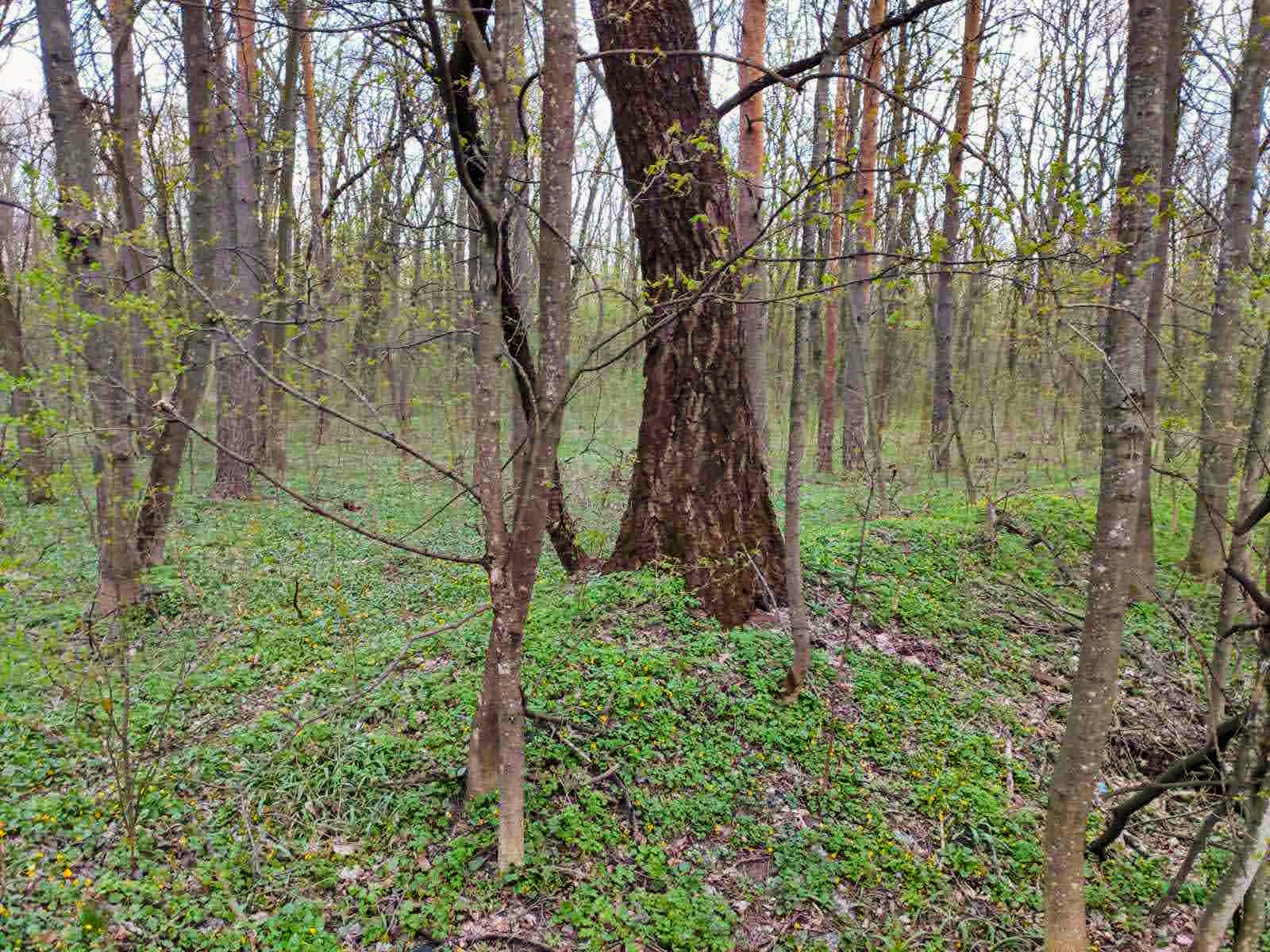
Весна в урочищі "Галочка"
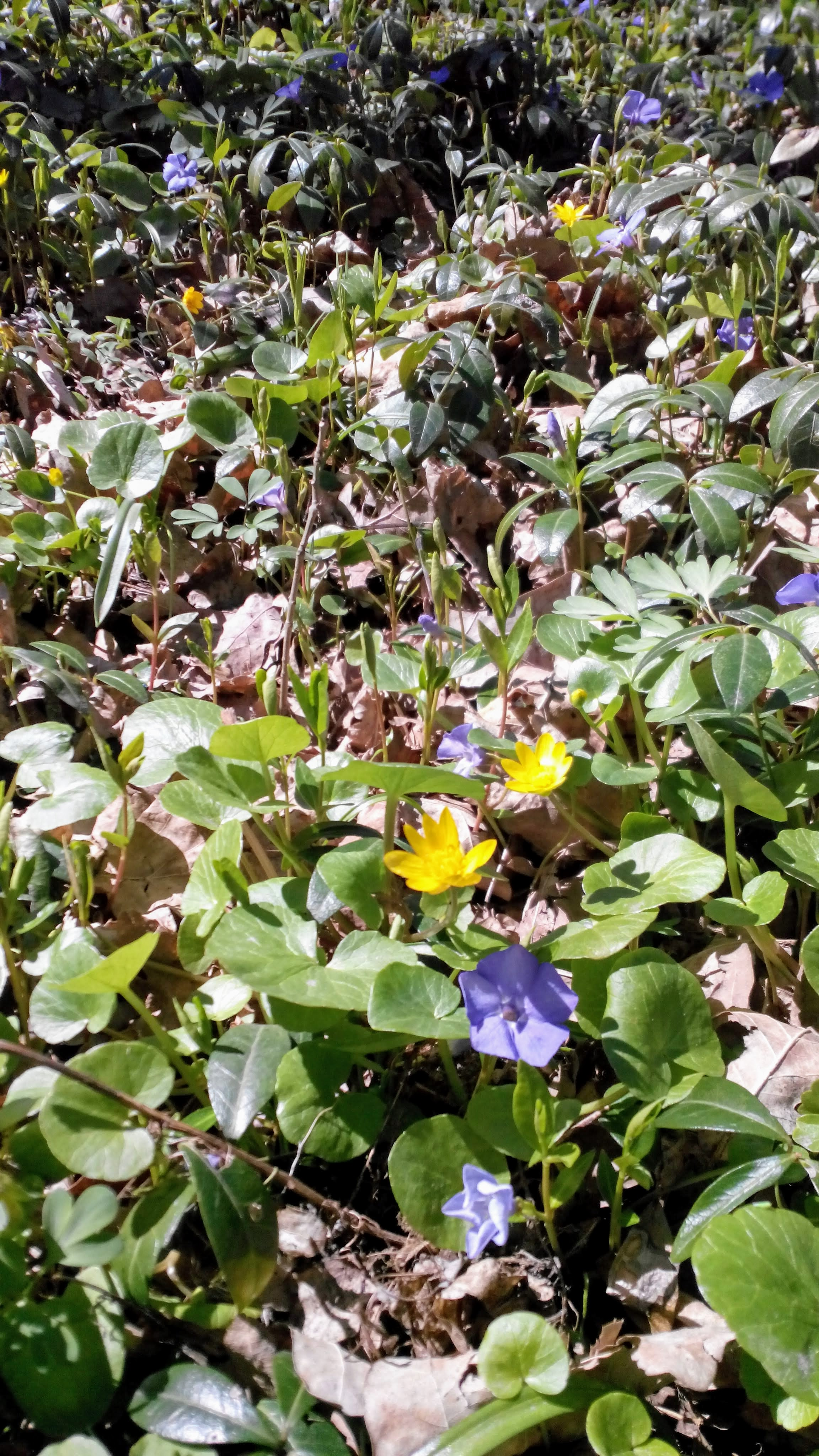
Кольори весни